# Keszik
Keszik (Keszig) – gwardia przyboczna chana. Była to jednostka elitarna, której członkowie musieli przejść dokładne szkolenie i wyróżnić się na polu walki. Składała się z ok. 10 tys. gwardzistów. Dzielił się na:
- Straż dzienną (mong. turkak, w l.m turkaut) – jednostkę składającą się z ok. 8 tys. żołnierzy, która miała za zadanie patrolować obóz za dnia.
- Straż nocną (mong. kebeteul) – jednostkę składającą się z ok. 1 tys. gwardzistów, mającą za zadanie patrolować obóz nocą i pilnować przestrzegania zasady nie wychodzenia nocą.
- Łuczników, tzw. noszących kołczan (mong. korczi) – oddział osobistej straży chana, który pełnił służbę bezpośrednio przy osobie władcy. Składał się z ok. 1 tys. żołnierzy

Keszig rekrutowano wśród synów możnowładców, szlachty, ale również z chłopów i innych stanów społecznych.